# Guerra de los Castellammarenses
La Guerra de los Castellammarenses fue una lucha por hacerse con el control de la mafia ítaloestadounidense que tuvo lugar en la ciudad de Nueva York desde febrero de 1930 hasta el 15 de abril de 1931, entre las facciones Masseria (actualmente las familias Gambino y Genovese) y Maranzano   (actualmente las familias Bonanno, Colombo y Lucchese). El nombre dado a este enfrentamiento se derivó de la ciudad siciliana de Castellammare del Golfo, lugar de nacimiento de Maranzano y de varios personajes que participaron en ella. La facción de Maranzano ganó y dividió a las familias criminales de Nueva York en las Cinco Familias y se declaró a sí mismo capo di tutti i capi ("jefe de todos los jefes"). Sin embargo, fue asesinado poco después en septiembre de 1931 por orden de Lucky Luciano, quien estableció un acuerdo para compartir el poder a través de la llamada Comisión, donde todas las familias mafiosas tenían el mismo peso, con la finalidad de evitar guerras como ésta en un futuro.

## Antecedentes
En los años 1920, las operaciones de la Mafia en los Estados Unidos eran controlados por Giuseppe "Joe The Boss" Masseria, cuya facción consistía principalmente de gánsters provenientes de Sicilia y las regiones de Italia meridional de Calabria y Campania. La facción de Masseria incluía a Charles "Lucky" Luciano, Albert "Mad Hatter" Anastasia, Vito Genovese, Alfred Mineo, Willie Moretti, Joe Adonis, y Frank Costello. Sin embargo el poderoso don siciliano Vito Ferro decidió hacer una jugada para controlar las operaciones de la mafia. Envió a Salvatore Maranzano desde su base en Castellammare del Golfo para tomar control. La facción de los Castellammarenses en los Estados Unidos incluía a Joseph "Joe Bananas" Bonanno, Stefano "The Undertaker" Magaddino, Joseph Profaci, y Joe Aiello. A medida que se fue haciendo más y más evidente que las dos facciones se enfrentarían por el liderazgo de la Mafia, cada una empezó a buscar reclutar más seguidores que los sostengan.
De manera externa, la guerra de los Castellammarenses se libró entre las fuerzas de Masseria y Maranzano. Sin embargo, en el interior, hubo también un conflicto generacional entre la antigua guardia siciliana - conocida como los "Mustache Petes" por sus grandes mostachos y maneras del Viejo Mundo, tales como negarse a hacer negocios con quienes no fueran italianos - y los "Young Turks" (en español: Jóvenes Turcos), un grupo ítalo estadounidense más joven y más diverso quienes, a diferencia de los "Mustache Petes", habían crecido en los Estados Unidos, eran más progresistas y estaban dispuestos a trabajar con los que no eran italianos. Este enfoque llevó a los seguidores de Masseria a cuestionarse si él era capaz de hacer prosperar a la Mafia en el mundo de los años 1930. Liderados por Luciano, el objetivo de este grupo era terminar la guerra lo más pronto posible para reanudar sus negocios, viendo el conflicto como innecesario. El objetivo de Luciano era modernizar la Mafia y deshacerse de las normas ortodoxas que resultaban innecesarias. Esto fue una visión que permitió que Luciano atrajera seguidores, quienes habían visto inadecuado el liderazgo tradicionalista de Masseria. Luego, ambas facciones fueran fluidas, con muchos mafiosos cambiando de bando o matando a sus propios aliados durante la guerra. Las tensiones entre las facciones de Maranzano y de Masseria eran evidentes ya en 1928, con un lado frecuentemente secuestrando los camiones de licor de la otra (la producción de licor era ilegal en los Estados Unidos debido a la Prohibición).

## Inicio de las hostilidades
A medida que la guerra se fue haciendo más violenta, los pistoleros se enfrentaban en las calles de Nueva York. Según Bonanno, en febrero de 1930, Masseria ordenó la muerte de Gaspar Milazzo, un nativo Castellemmarense quien era el presidente del capítulo de Detroit de la Unione Siciliana. Masseria había sido humillado por la negativa de Milazzo de apoyarlo en una disputa de la Unione Siciliana con relación al Chicago Outfit y Al Capone.
El primer disparo de la guerra fue disparado dentro de la facción de Masseria cuando, el 26 de febrero de 1930, Masseria ordenó el asesinato de un aliado, Gaetano Reina. Masseria le dio el trabajo a un joven Genovese, quien mató a Reina con una escopeta. El intento de Masseria era proteger a sus aliados secretos Tommy Gagliano, Tommy Lucchese, y Dominick "The Gap" Petrilli. Luego esta traición se volvería en su contra cuando la familia Reina se lanzó a apoyar a Maranzano. Vito Bonventre también se convirtió en un objetivo cuando los miembros nacidos en Castellammare de la pandilla de Nicolo Schiro empezaron a amenazar el dominio de Masseria sobre las pandillas mafiosas. Masseria forzó a Schiro a pagarle US$10,000 (aproximadamente US$170,000 en el 2022) y renunciar como jefe de la pandilla. El 15 de julio de 1930, Bonventre fue disparado afuera de su garaje.

## Intercambio de golpes
El 15 de agosto de 1930, los Castellammerenses ejecutaron a Giuseppe Morello, consejero de Masseria, en su oficina ubicada en Harlem del Este (un visitante, Giuseppe Peraino, también fue asesinado). Dos semanas después, Masseria sufriría otro golpe. Luego del asesinato de Reina, Masseria había asignado a Joseph Pinzolo para que tomara control del negocio de la distribución del hielo. Sin embargo, el 9 de septiembre, la familia Reina asesinó a Pinzolo en una oficina alquilada por Lucchese en Times Square. Luego de estos dos asesinatos, el grupo de Reina oficialmente unió fuerzas con los Castellammarenses.
Masseria no tardó en devolver el golpe. El 23 de octubre de 1930, el aliado castallammarense Joe Aiello, presidente de la Unione Siciliane de Chicago, fue asesinado en esa ciudad.

## La marea cambia
Luego del asesinato de Aiello, el curso de la guerra rápidamente se volvió en favor de los castellammarenses. El 5 de noviembre de 1930, Mineo y un miembro clave de la pandilla de Masseria, Steve Ferrigno, fueron asesinados. Francesco Scalice heredó el control de la pandilla de Mineo y subsecuentemente se cambió de bando uniéndose con Maranzano. En este punto, muchos otros miembros de la pandilla de Masseria también se cambiaron de bando haciendo que las líneas originales del enfrentamiento (Castellammarenses versus no-castellammarenses) perdieran toda relevancia. El 3 de febrero de 1931, otro importante teniente de Masseria, Joseph Catania, fue disparado, muriendo dos días después.
Dada la empeorada situación, los aliados de Masseria Luciano y Genovese empezaron a comunicarse con el líder castellammarense Maranzano. Los dos hombres aceptaron traicionar a Masseria si Maranzano terminaba la guerra. Se logró un acuerdo por el cual Luciano haría que Masseria fuera asesinado y Maranzano pondría fin a la guerra. El 15 de abril de 1931, Masseria fue asesinado en Nuova Villa Tammaro, un restaurante en Coney Island, Brooklyn. Mientras jugaban a las cartas, Luciano supuestamente se excusó para ir al baño siendo los pistoleros Anastasia, Genovese, Joe Adonis, y Benjamin "Bugsy" Siegel; Ciro "The Artichoke King" Terranova condujo el automóvil en la huida pero la leyenda cuenta que estaba demasiado asustado para conducir y tuvo que ser reemplazado por Siegel.
Sin embargo, según el The New York Times, "[L]uego de ello, la policía ha sido incapaz de saber definitivamente [qué pasó]". Supuestamente, Masseria estaba "sentado en una mesa jugando a las cartas con dos o tres hombres cuya identidad no se conoce" cuando fue disparado por la espalda. Murió de heridas de bala en su cabeza, espalda y pecho. La autopsia al cuerpo de Masseria muestra que murió con el estómago vacío. Ningún testigo apareció a pesar de que "dos o tres" hombres fueron observados abandonando el restaurante y subiéndose a un automóvil robado. Nadie fue detenido por el asesinato de Masseria porque no hubo testigos y Luciano tenía una coartada.

## La nueva estructura de la Mafia
Con la muerte de Masseria, la guerra terminó. Maranzano organizó la Mafia en Nueva York usando una estructura clara y jerárquica al dividir a las principales pandillas italianas en Nueva York en Cinco Familias. Cada familia tenía un jefe, subjefe, consigliere, capos, soldados, y asociados. Mientras los asociados podían provenir de cualquier origen, los rangos más altos tenían que ser sólo para "made men", para lo cual siempre se requirió ser de ascendencia italiana. Poco después de la muerte de Masseria, Maranzano anunció que las cinco familias serían encabezadas por él mismo (la que luego sería la familia criminal Bonanno), Luciano (hoy la familia criminal Genovese), Joseph Profaci (hoy la familia criminal Colombo), Frank Scalice (hoy la familia criminal Gambino) y Thomas Gagliano (hoy la familia criminal Lucchese). Asimismo, las principales áreas urbanas en el Nordeste y el Medio Oeste fueron organizadas por Maranzano en una sola familia por ciudad. Maranzano citó a una reunión de jefes en Wappingers Falls, Nueva York, donde se declaró a sí mismo capo di tutti capi ("jefe de todos los jefes").
Cada familia criminal debía estar encabezada por un jefe, quien era asistido por un subjefe (la posición del tercer rango, consigliere, fue añadida posteriormente). Debajo del subjefe, la familia se dividía en equipos, cada uno encabezado poro un caporegime, o capo, y formada por soldados. Los soldados podrían estar asistidos por asociados, quienes aún no eran miembros. Los asociados podían incluir a no italianos que trabajaban con la familia como Meyer Lansky y Benjamin "Bugsy" Siegel.

## Muerte de Maranzano
El reinado de Maranzano como capo di tutti capi tuvo corta duración. Aunque Maranzano era más progresista que Masseria, Luciano llegó a estar convencido de que era aún más ambicioso y rígido que aquel. El 10 de septiembre de 1931, fue disparado y apuñalado hasta morir en su oficina en Manhattan por un grupo de pistoleros judíos (reclutados por Lansky), que incluían a Samuel "Red" Levine, Bo Weinberg, y Bugsy Siegel.
Con Maranzano y Masseria fuera del camino, fue fácil para los Jóvenes Turcos liderados por Luciano, asumir el control de las formas como funcionaban las cosas en Nueva York. La primera agenda en la mesa era la reforma y reestructuración de la Mafia estadounidense. Luciano veía el futuro de la Mafia en la forma de una gran corporación. Creía que esto ayudaría a aumentar la cooperación, reducir el conflicto y asegurar un manejo seguro de la Mafia como un íntegro. Dado que Maranzano había formado una estructura básica que estaba en proceso de implementarse, Luciano decidió mantener el concepto y ampliarlo en una mayor escala. Debido a su evidente desprecio por las ideologías ortodoxas que no generaban ganancias, Luciano permitió más flexibilidad en la estructura permitiendo la incorporación de otros grupos sociales como los judíos para que se involucren en los negocios de las familias. En la autobiografía de Joe Bonanno, A Man of Honor, señala: "Revisamos la antigua costumbre de buscar a un sólo hombre, un líder supremo que diera consejo y arreglara las disputas. Reemplazamos el liderazgo de un solo hombre con el liderazgo colegiado. Optamos por un arreglo parlamentario donde un grupo de los hombres más importantes de nuestro mundo asumirían las funciones que antes ejecutaba un solo hombre."
Luego del golpe a Maranzano, se creyó que iba a haber una purga masiva de mafiosos de los viejos tiempos, la llamada "Noche de las Vísperas Sicilianas". Estos rumores fueron, al parecer, confirmados por el testimonio de Joseph Valachi, pero un estudio posterior no encontró signos de que esa violencia masiva hubiera ocurrido. Luciano formó la "Comisión" para supervisar todas las actividades de la Mafia en los Estados Unidos y servir para mediar conflictos entre las familias, eliminando la posición del capo di tutti capi.
Al final, las dos facciones tradicionalistas de la mafia neoyorquina perdieron la guerra. Los verdaderos ganadores fue la generación más joven y despiadada de mafiosos encabezada por Luciano. Con su ascenso al poder, el crimen organizado llegó a expandirse hasta convertirse en una combinación verdaderamente nacional y multiétnica.

## En la cultura popular
- La película de 1981 Gangster Wars y la de 1991 Mobsters son versiones parcialmente convertidas en ficción de la guerra mientras que la miniserie de televisión The Gangster Chronicles cubre la guerra en algunos de sus trece episodios. Todas estas versiones son desde el punto de vista de Luciano.
- Los eventos de la guerra (principalmente el asesinato de Maranzano) son convertidos en ficción en la novela de Mario Puzo El padrino.
- La película de 1972 Los secretos de la Cosa Nostra protagonizada por Charles Bronson habla entre otras cosas de esa guerra, de su desarrollo, de sus protagonistas y de su final al respecto desde la perspectiva del gánster Joe Valachi, que luego destapó la Cosa Nostra ante el Congreso.
- La película de 1973 de Michael Winner protagonizada por Charles Bronson The Stone Killer es una historia ficticia de un complicado plan para asesinar a las cabezas del crimen organizado utilizando a veteranos de la guerra de Vietnam. El plan es creación de un mafioso mayor quien esta obsesionado desde 1931 con vengar los asesinatos de la "Noche de las Vísperas Sicilianas" supuestamente orquestada por Lucky Luciano.
- La guerra es uno de los principales eventos de la trama de la temporada final de Boardwalk Empire.
- La miniserie de AMC The Making of the Mob: New York también cubre la guerra.